# Guillaume Joseph Guilbert
Guillaume Joseph Guilbert est un homme politique français né le 18 juin 1763 à Saint-Lô (Manche) et mort à une date inconnue.

## Biographie
Secrétaire du district d'Évreux, il est élu député de l'Eure au Conseil des Cinq-Cents le 25 germinal an VII. Favorable au coup d'État du 18 Brumaire, il est nommé sous-préfet des Andelys.

## Sources
- « Guillaume Joseph Guilbert », dans Adolphe Robert et Gaston Cougny, Dictionnaire des parlementaires français, Edgar Bourloton, 1889-1891 [détail de l’édition]